# Ambush At Drumnakilly

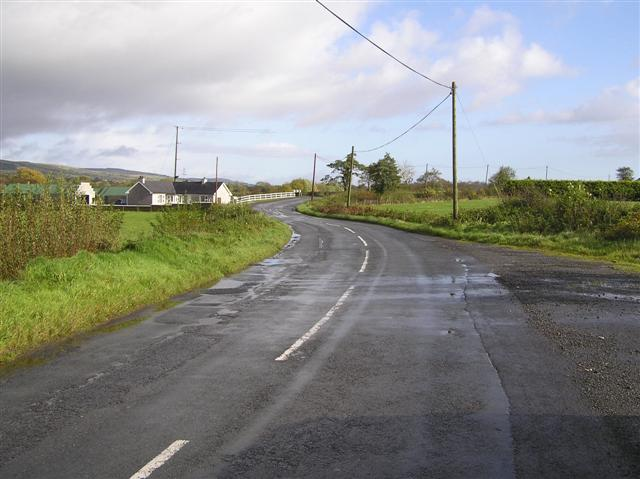
Localización descrita en la canción.

Ambush at Drumnakilly es una canción rebelde irlandesa que trata sobre un hecho que ocurrió en el Condado de Tyrone, Irlanda del Norte el 30 de agosto de 1988: tres voluntarios del IRA Provisional (PIRA) fueron emboscados y matados por el Servicio Aéreo Especial (SAS).
- Datos: Q4742012